# America's Next Top Model, Ciclo 2
America's Next Top Model, Ciclo 2 foi a segunda temporada do reality show America's Next Top Model, apresentado por Tyra Banks, que visa encontrar uma garota que poderia ser uma supermodelo.
Esse foi o único ciclo a contar com apenas 12 participantes. O destino internacional foi Milão, Itália. Os prêmios desse ciclo foram um contrato com a IMG Models, um editorial de moda para a revista Jane e uma campanha para a Sephora.
Essa foi a primeira aparição de Nigel Barker como jurado.
A vencedora foi Yoanna House, de 23 anos, de Jacksonville, Flórida.

## Competidoras
(idades na época do programa)
| Competidora            | Idade | Cidade Natal              | Colocação |
| ---------------------- | ----- | ------------------------- | --------- |
| Anna Bradfield         | 24    | LaGrange, Georgia         | 12º lugar |
| Bethany Harrison       | 22    | Houston, Texas            | 11º lugar |
| Heather Blumberg       | 18    | Moreno Valley, Califórnia | 10º lugar |
| Jenascia Chakos        | 21    | Burien, Washington        | 9º lugar  |
| Xiomara Frans          | 25    | Morganville, New Jersey   | 8º lugar  |
| Catie Anderson         | 18    | Willmar, Minnesota        | 7º lugar  |
| Sara Racey-Tabrizi     | 23    | Seattle, Washington       | 6º lugar  |
| Camille McDonald       | 25    | Mamaroneck, New York      | 5º lugar  |
| April Wilkner          | 23    | Miami Beach, Flórida      | 4º lugar  |
| Shandi Sullivan        | 21    | Kansas City, Missouri     | 3º lugar  |
| Mercedes Scelba-Shorte | 22    | Valencia, Califórnia      | 2º lugar  |
| Yoanna House           | 23    | Jacksonville, Flórida     | Vencedora |

↑1 Sara fez 23 anos durante o episódio 7.

## Resumos

### Ordem de Chamada
| Ordem | Episódios | Episódios | Episódios | Episódios | Episódios | Episódios | Episódios | Episódios | Episódios | Episódios | Episódios |
| Ordem | 1         | 2         | 3         | 4         | 5         | 6         | 7         | 8         | 10        | 11        | 11        |
| ----- | --------- | --------- | --------- | --------- | --------- | --------- | --------- | --------- | --------- | --------- | --------- |
| 1     | Camille   | Catie     | Shandi    | Mercedes  | Sara      | April     | Shandi    | Shandi    | Yoanna    | Mercedes  | Yoanna    |
| 2     | Shandi    | Yoanna    | April     | Xiomara   | Mercedes  | Yoanna    | Mercedes  | Yoanna    | Shandi    | Yoanna    | Mercedes  |
| 3     | April     | Camille   | Yoanna    | Shandi    | April     | Mercedes  | Camille   | April     | Mercedes  | Shandi    |           |
| 4     | Mercedes  | April     | Mercedes  | Yoanna    | Yoanna    | Shandi    | April     | Mercedes  | April     |           |           |
| 5     | Catie     | Mercedes  | Sara      | Sara      | Catie     | Sara      | Yoanna    | Camille   |           |           |           |
| 6     | Sara      | Sara      | Camille   | April     | Shandi    | Camille   | Sara      |           |           |           |           |
| 7     | Heather   | Xiomara   | Jenascia  | Camille   | Camille   | Catie     |           |           |           |           |           |
| 8     | Yoanna    | Heather   | Catie     | Catie     | Xiomara   |           |           |           |           |           |           |
| 9     | Bethany   | Jenascia  | Xiomara   | Jenascia  |           |           |           |           |           |           |           |
| 10    | Xiomara   | Shandi    | Heather   |           |           |           |           |           |           |           |           |
| 11    | Jenascia  | Bethany   |           |           |           |           |           |           |           |           |           |
| 12    | Anna      |           |           |           |           |           |           |           |           |           |           |

      A competidora foi eliminada
     A competidora venceu a competição
- No episódio 1, Anna se recusou a posar nua.
- O episódio 9 foi o episódio de recapitulação.

### Jurados
- Tyra Banks
- Janice Dickinson
- Nigel Barker
- Eric Nicholson